# ألبا ريباس
ألبا ريباس (بالإسبانية: Alba Ribas)‏ هي ممثلة إسبانية ولدت في يوم 5 يناير 1988 في كتلونيا، مثلت في فيلم جثة آنا فريتز في سنة 2015 وثم مثلت في مسلسل فتيات الكابل في سنة 2017.

## روابط خارجية
- ألبا ريباس على موقع IMDb (الإنجليزية)
- ألبا ريباس على موقع قاعدة بيانات الفيلم (الإنجليزية)